# Fajsal Hatak
Fajsal Hatak (ur. 22 grudnia 1995) – afgański lekkoatleta, sprinter.
Podczas rozegranych w listopadzie 2013 w indyjskim Ranchi mistrzostw Azji Południowo-Wschodniej juniorów odpadł w eliminacjach na 400 metrów z czasem 57,51, a afgańska sztafeta 4 × 400 metrów w składzie: Hatak, Sadat Choszal, Ramin Mehrabi i Ajjamuddin Nuri zajęła 5. miejsce ustanawiając wynikiem 3:55,45 rekord kraju seniorów, młodzieżowców i juniorów w tej konkurencji.